# واوهلن
واوهلن (به فرانسوی: Vauhallan) یک کمون در فرانسه است که در Canton of Bièvres واقع شده‌است.

## خصوصیات
واوهلن ۳٫۳۴ کیلومترمربع مساحت و ۲٬۰۵۰ نفر جمعیت دارد.